# South Tyneside
South Tyneside is een Engels district in het stedelijk graafschap (metropolitan county) Tyne and Wear en telt 150.000 inwoners. De oppervlakte bedraagt 64 km².
Van de bevolking is 17,8% ouder dan 65 jaar. De werkloosheid bedraagt 6,3% van de beroepsbevolking (cijfers volkstelling 2001).

## Plaatsen in district South Tyneside
- Jarrow
- South Shields